# Вагранник
Вагранник — спеціалізований робітник ливарного виробництва, що обслуговує невеликі металургійні й доменні печі.

## Професійні функції
Професійні функції вагранників  прості, але відповідальні. В основному включають в себе виконання важкої фізичної, ручної праці. До професійних функцій вагранників відносяться:
- Розпалювання вагранки (металургійної печі);
- управління процесами горіння палива печі (кокс, вугілля, газ, рідке паливо та подача необхідного об'єму повітря);
- завантаження палива та шихти;
- випуск розплавленого металу у ливарні форми.

## Професійний інструмент та обладнання
- Піч: коксова, газова або коксогазовая вагранка.
- Тиглі та виливниці.
- Кувалди.
- Спеціалізовані ломи, лопати, кайла.

## Професійні захворювання
Вегетативно-сенсорна поліневропатія верхніх кінцівок